# Javichthys kailolae
El Javichthys kailolae es una especie de pez actinopeterigio marino, la única del género monotípico Javichthys de la familia de los tetraodóntidos.
J. kailolae se recoge con poca frecuencia y puede ser raro, se conoce principalmente a partir de la descripción original de 12 especímenes.

## Distribución y hábitat
Se distribuye por aguas costeras del océano Índico y océano Pacífico, común en el estrecho de Bali junto a la isla de Java, en Indonesia, también encontrado en la bahía de Batangas (Filipinas), aunque el muestreo de aguas profundas puede ampliar su área de distribución pues la gran separación entre ambas localizaciones hace sospechar que se muevan por las profundidades. Es una especie marina de aguas tropicales, de hábitat bentopelágico, encontrado entre los 62 y 68 metros de profundidad. Existe información limitada disponible sobre el estado de su población, las características del ciclo de vida y la biología general, pero no parece que la especie esté amenazada.